# Pulau Pangkor

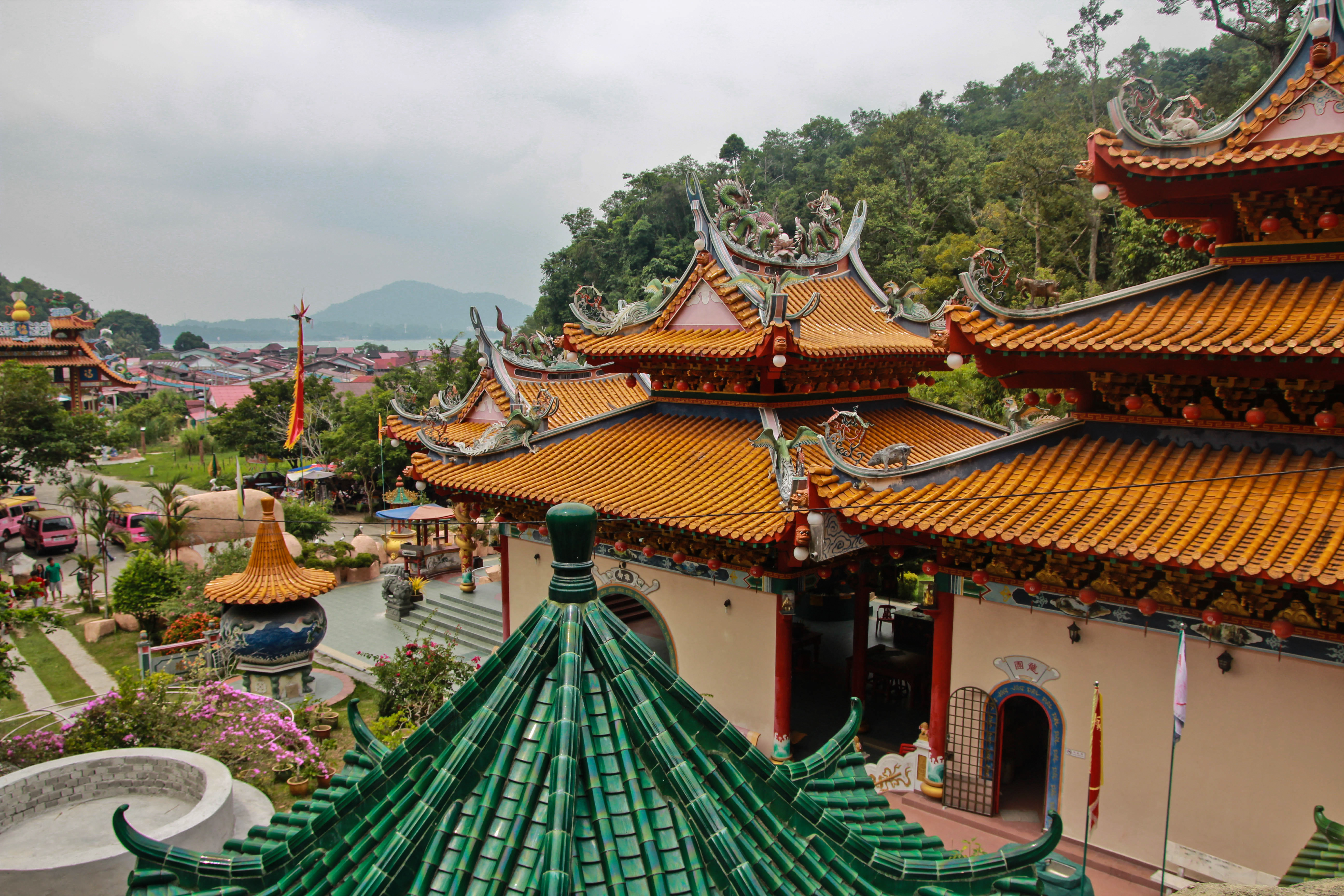
Blick vom Foo Lin Kong Tempel auf Sungai Pinang Besar

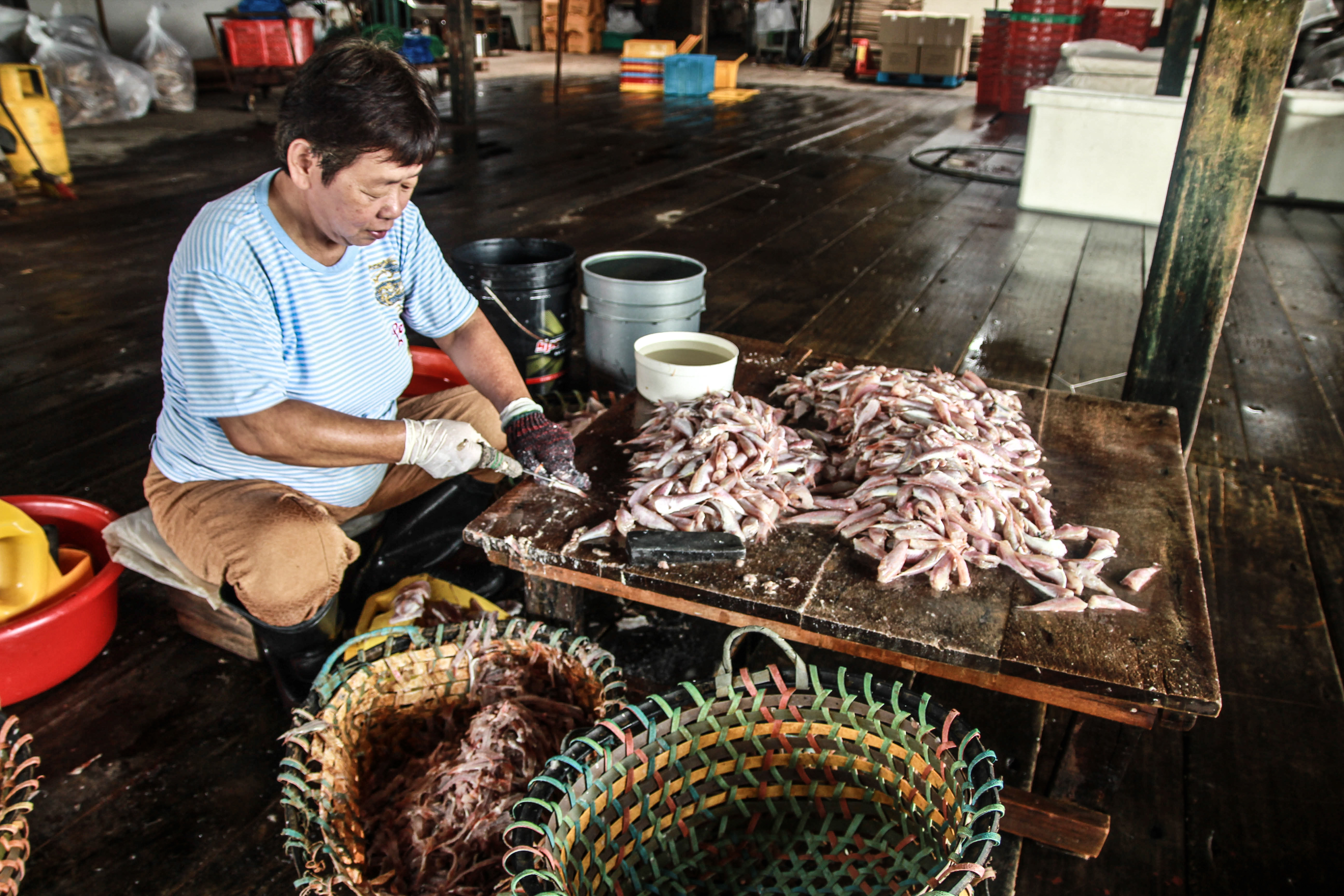
Fischverarbeitung am Hafen

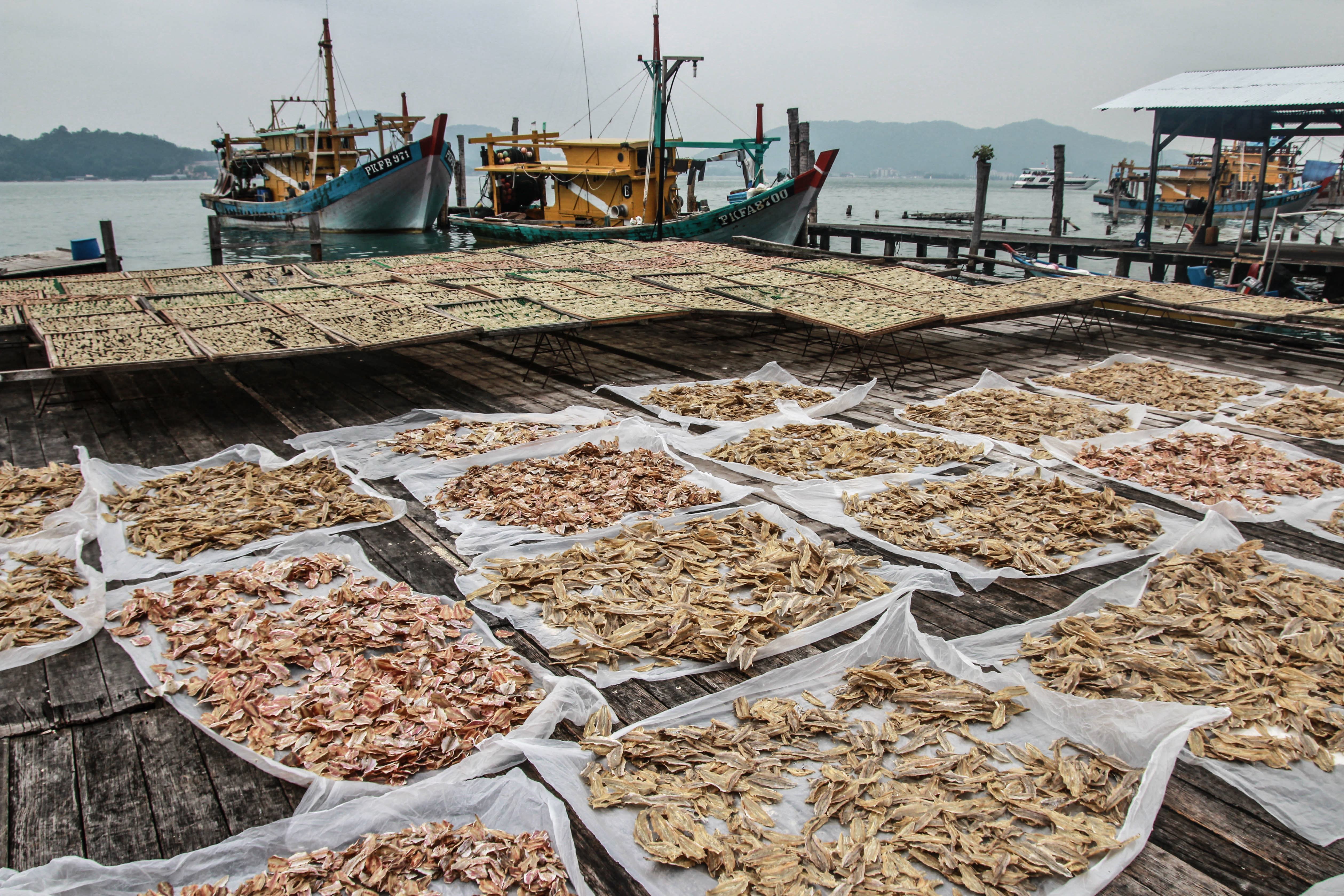
Fisch wird im Hafen getrocknet

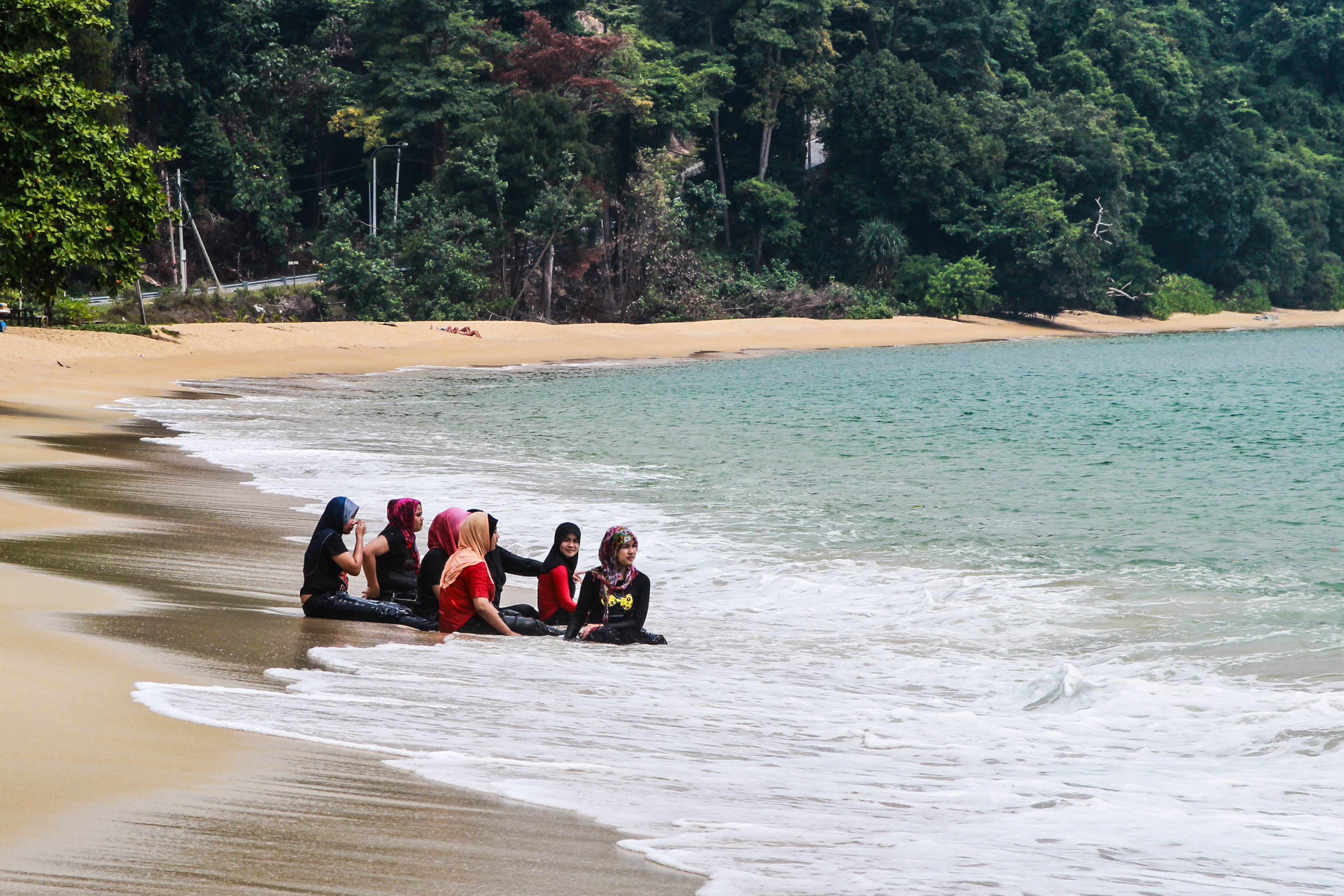
Malaiische Touristinnen am Strand

Pulau Pangkor (früher Dinding) ist mit seinen tropischen Sandstränden eine für den Tourismus bedeutende Insel. Sie gehört zu dem malaysischen Bundesstaat Perak.

## Geografie
Die Insel liegt in der Straße von Malakka an der Westküste von Malaysia. Sie ist 12 km lang und 4 km breit, etwa 22 km² groß und von mehreren kleinen Inseln umgeben, wobei Pulau Pangkor Laut im Südwesten die größte ist. Das schwer zugängliche Gebirgsinnere ist Heimat des Nashornvogels und zum Teil noch mit Dschungel bedeckt. Die höchste Erhebung ist der Berg Bukit Pangkor mit 371 Meter. Der Westteil der Insel ist mit Bungalowsiedlungen touristisch erschlossen. Im Nordwesten befindet sich der Flughafen Pangkor.

## Geschichte
Die Niederländische Ostindien-Kompanie hat in den 1680ern im Süden der Insel ein bewaffnetes Fort (Kota Belanda) errichtet, es aber 1690 nach Angriffen Einheimischer vorübergehend verlassen müssen, um den holländischen Zinnhandel in der Region vor Piratenüberfällen zu schützen. 1743 wurde es wieder aufgebaut und beherbergte 600 holländische Soldaten. Fünf Jahre später, im Jahr 1748 gab man es auf. 
Am 20. Januar 1874 unterzeichneten Sir Andrew Clarke und Raja Abdullah hier den Vertrag von Pangkor, das Gebiet wurde Teil der Federated Malay States. Diese Vereinbarung wirkte entscheidend auf die geschichtliche Entwicklung Malaysias ein.

## Bewohner
Auf der Insel leben über 20.000 malaiische, chinesische und indische Menschen in mehreren kleinen Dörfern, sogenannte Kampungs. Der Hauptort Kampung Pangkor ist mit Postamt, Bank und Fähre nach Lumut auf dem Festland ausgestattet.
Die Einwohner sind bekannt für ihr "Fischsatay" (Ikan Bilis) aus gesalzenen kleinen Fischen, die in der Sonne getrocknet werden. Die Holzhütten der Fischer von Kampung Sungai Pinang Kecil und Kampung Sungai Pinang Bensar sind auf Stelzen ins Meer hinausgebaut und nur durch Holzplanken mit dem Festland verbunden. 
Ortschaften von Osten nach Westen:
- Kampung Pangkor (Hauptort mit Fähre nach Lumut)
- Kampung Sungai Pinang Bensar (Fähre nach Kampung Pangkor und Lumut)
- Kampung Sungai Pinang Kecil (Kali Amman Temple)
- Kampung Sungai Teluk Cempedak
- Kampung Sungai Teluk Dalam
- Kampung Teluk Nipah (Namensgeberin des beim Menschen sehr häufig tödlich wirkenden Nipah-Virus)
- Pantai Pasir Bogak (2 km langer Strand an der Westküste mit Bungalowanlagen)
- Kampung Teluk Gedong
- Kampung Sungai Teluk Kecil

## Tourismus
Der Tourismus ist die Haupteinnahmequelle für die Insel. Sehenswürdigkeiten sind die holländische Festung, der Fu Ling Kong Tempel, der Pathirakaliaman Tempel, der Dschungel im Inneren der Insel und verschiedene Strände.